# Achard al II-lea de Lecce
Achard al II-lea a fost un nobil normand din dinastia Hauteville, devenit conte de Lecce (de dinainte de 1133) și de Ostuni, în sudul Apuliei.
Achard era fiul contelui Geoffroi al II-lea de Lecce și descindea din unul dintre întemeietorii dinastiei Hauteville, Tancred de Hauteville, anume al lui Geoffrey.
Fiica sa, Ema a avut o relație cu ducele Roger al III-lea de Apulia, fiu al regelui Roger al II-lea al Siciliei. Nepotul lui Achard, rezultat de pe urma acestei relații, va deveni ulterior regele Tancred al Siciliei.